# レニー・クレーゼルバーグ
レニー・クレーゼルバーグ（Lenny Krayzelburg、Ленни Крайзельбург、1975年9月28日 - ）は、アメリカの男子競泳選手。背泳ぎの元世界記録保持者。

## 経歴
ソ連ウクライナ共和国オデッサ生まれ。両親はユダヤ人。5歳で水泳を始める。1989年、13歳でロサンゼルスに移住、1995年にアメリカの市民権を取る。
1997年のパンパシフィック選手権で100m背泳ぎと200m背泳ぎ、メドレーリレーの3冠に輝き、1998年世界選手権でも、100m背泳ぎと200m背泳ぎの金メダルとメドレーリレーの銀メダルを獲得。1999年のパンパシフィック選手権では100m背泳ぎ53秒60、200m背泳ぎ1分55秒87の世界新記録で優勝、タイムトライアルとして行われた、50m背泳ぎも24秒99の世界新記録だった。
2000年シドニーオリンピックで100m背泳ぎと200m背泳ぎ、4x100mメドレーリレーの3個の金メダルを獲得し、背泳ぎの王者に君臨する。
2003年には貧しい子供達に水泳の機会を与える基金を設立。2004年アテネオリンピックでは米国水泳チームの主将を務めたが、世界記録を持っていた100m背泳ぎで4位に終わり、後輩で3個の金メダルを獲得したアーロン・ピアソルの王者交代を印象づけた。
2008年6月、現役引退を正式に表明した。

## 自己ベスト
- 50m 背泳ぎ：24秒99 (1999年)
- 100m 背泳ぎ：53秒60 (1999年)
- 200m 背泳ぎ：1分55秒87 (1999年)